# 大法官セギエ
『大法官セギエ』（だいほうかんセギエ、仏: Le Chancelier Séguier、英: The Chancelor Séguier）は、17世紀フランスの画家シャルル・ルブランが1660-1661年にキャンバス上に油彩で制作した肖像画である。1635年以来、フランスの大法官であったピエール・セギエ (1588-1672年) を表している。セギエのコレクションにあった作品で、フランス革命中に政府に接収されていた時代を除けば、長年セギエの子孫が所有していた。1942年にルーヴル友の会の援助でパリのルーヴル美術館が購入して以来、同美術館に所蔵されている。

## 作品
シャルル・ルブランは、17世紀のフランスで特に影響力の強かった画家である。1648年にパリの王立絵画彫刻アカデミーの創設に加わり、自ら会長となった。ルイ14世の時代に古典主義的な美術が好まれるようになったのは、彼の存在によるところが大きい。
画中で馬にまたがった姿で表されている大法官セギエは、文芸保護者としても知られた。彼はルブランの最初の庇護者であり、若き日のルブランがイタリアに長期留学した際に資金を提供した人物である。
この肖像画は古典的な騎馬像の形式に倣っており、華やかで堂々としたセギエの姿は古代ローマ時代の凱旋式を思わせる。彼は小姓たちに取り巻かれ、手に手袋をして、馬の手綱を取っている。高い権力者の地位にある人物を描くため、どの部分の質感も精緻に描かれている見事な出来栄えで、フランドル風の写実ともいえる。特に金糸が織り込まれた衣装と豪華な馬の胴掛けがすばらしい。
背景の薄暗い雲は、ルブランの師ニコラ・プッサンがしばしば用いた画面構成のための手法である。この雲により軽快さが失われる反面、空間が閉鎖され、均衡の感覚が強まっている。この画面には場所と時間を示唆するものがない。都市は描かれておらず、空間は抽象的で、動きには瞬間的な一時性が見られない。